# メドッラ
メドッラ（伊: Medolla）は、イタリア共和国エミリア＝ロマーニャ州モデナ県にある、人口約6,400人の基礎自治体（コムーネ）。

## 名称
地元の言葉では以下のように呼ばれる。
- エミリア・ロマーニャ語ミランドラ方言 (it)  : Mdòla

## 地理

### 位置・広がり
モデナ県北部に位置し、県北部の主要都市ミランドラの南に隣接する。ミランドラの中心から南へ約4.4km、県都モデナから北北東へ約25km、州都ボローニャから北北西へ約45km、フェラーラから西へ約43kmの距離にある。。

#### 隣接コムーネ
隣接するコムーネは以下の通り。
- ミランドラ - 北
- サン・フェリーチェ・スル・パーナロ - 東
- カンポサント - 南東
- ボンポルト - 南
- サン・プロスペロ - 南西
- カヴェッツォ - 西

### 気候分類・地震分類
メドッラにおけるイタリアの気候分類 (it) および度日は、zona E, 2199 GGである。
また、イタリアの地震リスク階級 (it) では、zona 3 (sismicità bassa) に分類される。

## 行政

### 広域自治体
メドッラには、モデナ北部自治体連合 (it:Unione dei comuni modenesi dell'Area Nord) の事務所が置かれている。これは2003年に結成されたモデナ県北部地域の自治体の広域連合で、以下のコムーネが参加している。
- カンポサント
- カヴェッツォ
- コンコルディア・スッラ・セッキア
- フィナーレ・エミーリア
- メドッラ
- ミランドラ
- サン・フェリーチェ・スル・パーナロ
- サン・ポッシドーニオ
- サン・プロスペロ

### 分離集落
メドッラには、以下の分離集落（フラツィオーネ）がある。
- Camurana, Montalbano, Villafranca

## 交通

### 道路
- SS12  (Strada statale 12 dell'Abetone e del Brennero) 
〔… - ヴェローナ - ミランドラ〕 - メドッラ - 〔サン・プロスペロ - モデナ - …〕